# Yoshihide Suga
Pour les articles homonymes, voir Suga (homonymie).
Yoshihide Suga (菅 義偉, Suga Yoshihide), né le 6 décembre 1948 à Ogachi (préfecture d'Akita), est un homme d'État japonais membre du Parti libéral-démocrate (PLD).
N'appartenant à aucune dynastie politique, il est élu à la Chambre des représentants en 1996. Il siège deux fois au gouvernement, chaque fois sous l'autorité de Shinzō Abe, comme ministre des Affaires intérieures et des Communications entre 2007 et 2008, puis en tant que secrétaire général du cabinet à partir de 2012.
En 2020, il est élu président du Parti libéral-démocrate et devient donc Premier ministre du Japon. Devenu rapidement impopulaire, il ne se représente pas à l'issue de son mandat en 2021, et est remplacé par Fumio Kishida à ces deux postes.
En 2024, il est nommé vice-président du Parti libéral-démocrate par Shigeru Ishiba.

## Situation personnelle

### Naissance et études
Yoshihide Suga naît en 1948, dans la préfecture d'Akita. Il est le fils aîné d'un salarié de la Société des chemins de fer de Mandchourie du Sud avant guerre, devenu cultivateur de fraises après le conflit. Son père fait partie de l'élite locale. Yoshihide Suga s'installe à Tokyo pour ses études. Il est le seul des 130 élèves de son école primaire à être entré à l’université.

### Famille
Il est père de trois enfants.

## Débuts en politique
Candidat du Parti libéral-démocrate, il est élu à Yokohama lors d'un scrutin local en 1987, puis parlementaire national en 1996. Il monte dans la hiérarchie du parti en se faisant remarquer pour ses talents de tacticien lors des élections, mais aussi comme homme politique très adroit pour éliminer ceux qui ne vont pas dans le sens voulu. Son parcours atypique est également un atout : face à un monde politique nécrosé par le népotisme et alors que les dirigeants du PLD sont pour la plupart issus de dynasties politiques, Yoshihide Suga rappelle être quant à lui « parti de zéro »,.
En 1998, il renie son allégeance à la faction du futur Premier ministre Keizō Obuchi — la plus importante au sein du PLD — en suivant la dissidence opérée par l'ex-secrétaire général du PLD Seiroku Kajiyama et en lui apportant son soutien pour l'élection à la présidence du parti, un mouvement qui surprend pour un législateur en début de carrière.
Il est nommé vice-ministre des Affaires intérieures et des Communications lors d'un remaniement du troisième gouvernement de Jun'ichirō Koizumi, en novembre 2005.

## Portefeuilles ministériels

### Ministre des Affaires intérieures et de la Communication

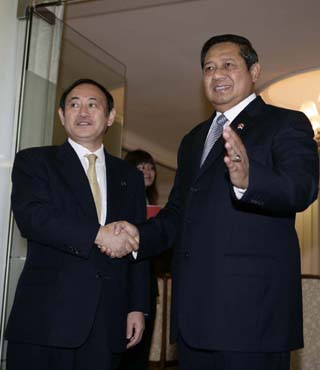
Yoshihide Suga et le président indonésien Susilo Bambang Yudhoyono en 2007.

Proche de Shinzō Abe, Yoshihide Suga est promu par celui-ci ministre des Affaires intérieures et de la Communication, fonction qu'il occupe entre 2006 et 2007 dans le gouvernement Abe I. Il se fait connaître de l'opinion publique par ses critiques contre les opérateurs de télécoms, dont il juge les tarifs trop élevés. Il est également ministre d'État à la Privatisation des services postaux, et ajoute à ses attributions celles de la Réforme de la décentralisation à partir de décembre 2006.
Son style de campagne électorale direct dit du « coin de la rue » (tsuji-dachi), qui consiste à se poster chaque matin devant une gare de Yokohama pour échanger avec les travailleurs qui se rendent en train à Tokyo, lui a permis au fil des années de se construire une base électorale solide, qui l'aide notamment à conserver son siège lors des élections législatives du 30 août 2009, marquées par une défaite historique du PLD.
Il occupe diverses fonctions dans la direction du Parti libéral-démocrate entre 2011 et 2012, sous les présidences de Sadakazu Tanigaki puis Shinzō Abe, d'abord comme directeur de l'organisation et des campagnes électorales, puis en qualité de secrétaire général par intérim.

### Secrétaire général du Cabinet
Yoshihide Suga est secrétaire général du Cabinet entre 2012 et 2018, sous les trois mandats consécutifs de Shinzō Abe.
À ce poste, il coordonne le travail des ministères et des agences nationales, et parvient à contrôler la lourde bureaucratie de l'État japonais, ce qui lui vaut une réputation de tacticien habile. Il travaille également à l’assouplissement des restrictions sur le travail des étrangers dans un pays en manque de main-d’œuvre, fait instaurer un crédit d’impôt pour soutenir les régions rurales et s'engage pour la réduction des tarifs des opérateurs mobiles.

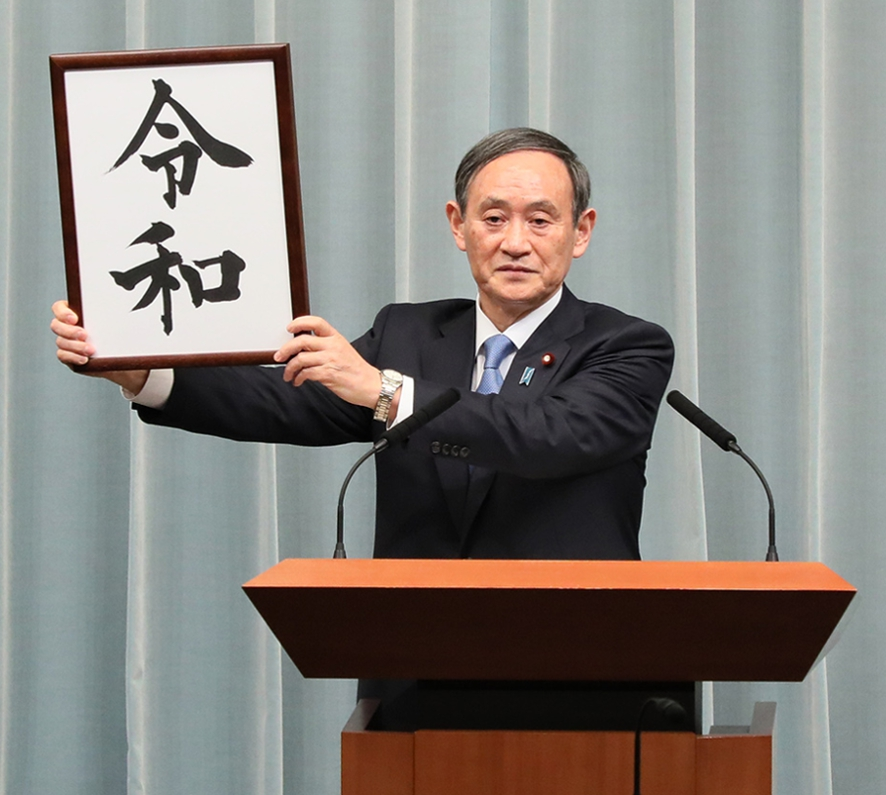
Yoshihide Suga présente en conférence de presse le nom de la nouvelle ère Reiwa.

Porte-parole de l'exécutif, il est connu pour ses réponses peu loquaces voire cassantes envers la presse. Le 1er avril 2019, c'est lui qui annonce qu'après l'intronisation de Naruhito au trône du chrysanthème un mois plus tard, le Japon basculera dans l'ère Reiwa.
Proche du très influent et ouvertement révisionniste lobby Nippon Kaigi, Suga a mis en place l'équipe chargée de réexaminer la déclaration de Kono de 1993, qui reconnaît le recrutement forcé d'esclaves sexuelles pour les armées de l'empire du Japon (connues sous l'expression de « femmes de réconfort ») en 2014.

## Premier ministre

### Successeur continuiste de Shinzō Abe
À la suite de l'annonce de la démission de Shinzō Abe en septembre 2020, Yoshihide Suga est choisi par les « barons » du Parti libéral-démocrate (PLD) pour lui succéder. Son nom n'apparaissait pas comme une évidence puisqu'il ne recueillait que 5 % d'opinions favorables, contre 31 % pour  l'ex-ministre de la Défense Shigeru Ishiba dans les sondages sur la personnalité la plus à même de succéder à Abe. Le 14 septembre 2020, il est élu à la tête du PLD.
Bien que considéré comme peu affable, peu charismatique et peu populaire, il doit sa désignation, selon le journaliste politique Tetsuo Jimbo, au fait que les dirigeants du PLD « ne se préoccupent pas vraiment de savoir qui est l’homme qui convient le mieux, quelle politique il faut pour le pays, les chefs de factions qui tiennent les manettes choisissent celui qui leur permettra de garder leur pouvoir, et les autres suivent de peur de ne pas avoir d’avenir s’ils s’écartent de la ligne. Le problème, c’est que le président du parti devient automatiquement Premier ministre par la volonté de quelques-uns ».
Afin d’affirmer sa position au sein du parti contre ses rivaux, il met en avant la continuité et l’expérience du pouvoir, rappelant « avoir toujours été associé aux décisions de M. Abe ». Il est, tout comme son prédécesseur, réputé pour son orientation libérale sur les questions économiques et son désintérêt pour les questions environnementales. Il souhaite permettre aux personnes de recevoir des services gouvernementaux 24 heures sur 24, 7 jours sur 7, promouvoir la compétition dans les services de téléphonie mobile et consolider les banques.

### Accession au pouvoir

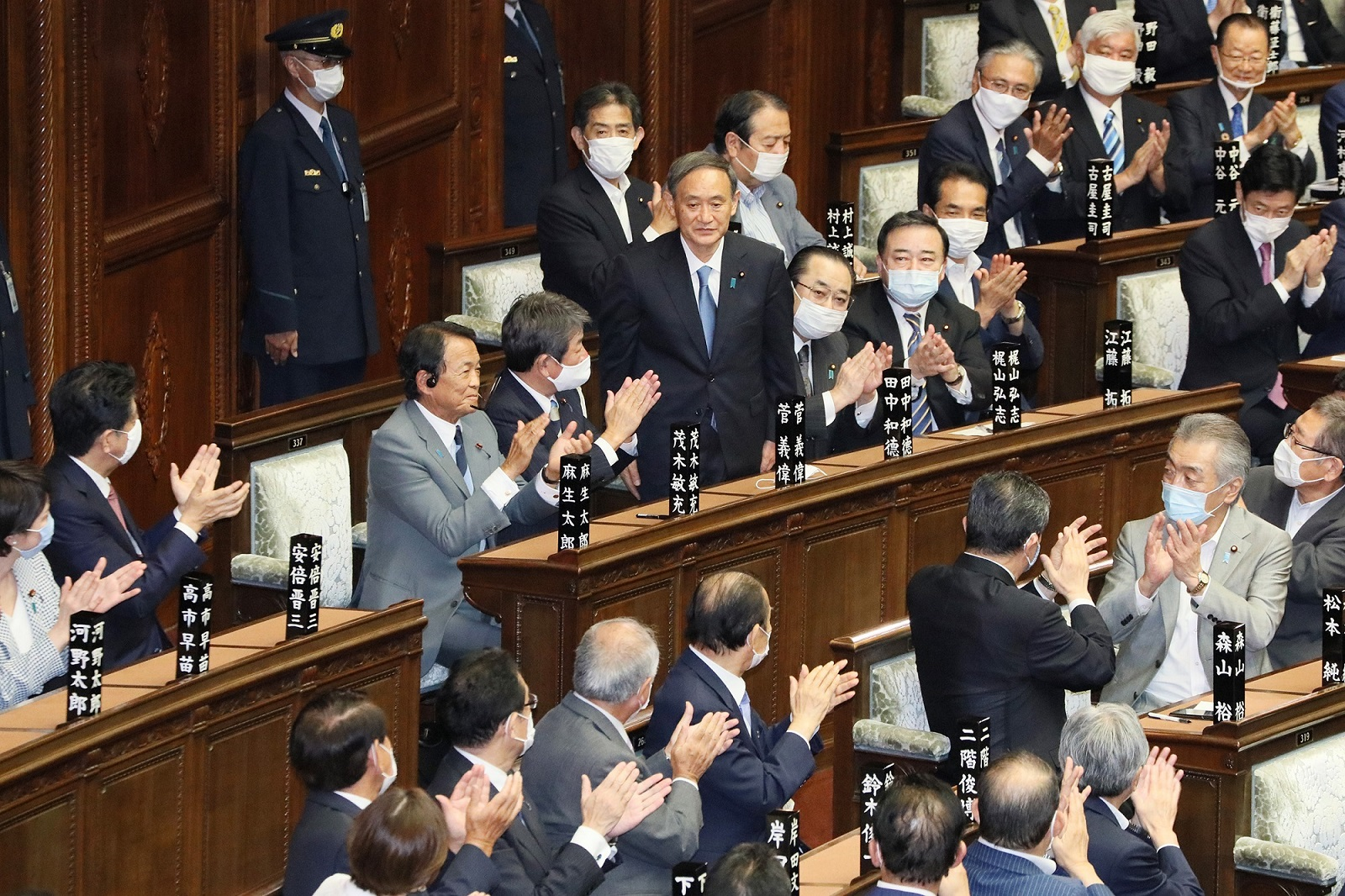
Yoshihide Suga est élu Premier ministre le 16 septembre 2020.

Il est formellement élu Premier ministre le 16 septembre par la Chambre des représentants du Japon, recueillant 314 voix sur 462 suffrages exprimés.
Il présente aussitôt son gouvernement, dont la majorité des membres a plus de 60 ans, le ministre de l'Environnement Shinjirō Koizumi faisant exception à 39 ans, et qui ne comprend que deux femmes sur les 20 personnes le composant. Reconduit pour s'être effacé en faveur du nouveau chef de l'exécutif, le vice-Premier ministre et ministre des Finances Tarō Asō, en fonction depuis décembre 2012, approche même les 80 ans. Une telle absence de renouvellement s'explique par le fait que les règles internes au PLD empêchent toute nomination au cabinet sans avoir gagné au moins cinq élections.

### Exercice du pouvoir
Yoshihide Suga est signataire en novembre 2020 du Partenariat régional économique global, un vaste accord de libre-échange entre une quinzaine de pays d'Asie et d'Océanie.
Il se trouve fragilisé à l'été 2021 alors que sa popularité est inférieure à 30 % et que son parti accumule les revers lors de scrutins locaux. Il lui est en particulier reproché sa mauvaise gestion de l’épidémie de Covid-19, la forte augmentation des contaminations conduisant des hôpitaux à refuser des malades dans les zones les plus affectées.

### Retrait
Le secrétaire général du PLD Toshihiro Nikai annonce le 3 septembre 2021 que Yoshihide Suga ne sera pas candidat à l'élection à la présidence du parti, convoquée pour le 29 septembre suivant, ce qui entraînera son départ de la direction du gouvernement dans un second temps. À quelques semaines des élections législatives, son impopularité causée par sa mauvaise gestion de la cinquième vague de la pandémie de Covid-19 et les échecs des candidats du PLD au cours de plusieurs scrutins locaux avaient convaincu les cadres dirigeants du PLD de ne plus le soutenir, et ce alors que l'ancien ministre des Affaires étrangères Fumio Kishida se présentait contre lui à la direction du parti majoritaire. C’est précisément ce dernier qui est élu pour prendre sa succession à la présidence du PLD et, par conséquent, au poste de Premier ministre.

## Distinctions et honneurs

### Décoration du Comité international olympique
- Ordre olympique échelon or (Comité international olympique), le 08 août 2021[21]